# Margareta Wolf
Margareta Wolf (* 26. Mai 1957 in Meggen) ist eine deutsche Politikerin (Bündnis 90/Die Grünen).
Sie war von 2001 bis 2002 Parlamentarische Staatssekretärin beim Bundesminister für Wirtschaft und Technologie und von 2002 bis 2005 beim Bundesminister für Umwelt, Naturschutz und Reaktorsicherheit.

## Leben und Beruf
Nach dem Abitur 1974 am St.-Ursula-Gymnasium in Attendorn studierte Margareta Wolf bis 1983 Englisch, Spanisch und Volkswirtschaftslehre in Madrid und Heidelberg. Von 2007 bis 2009 war sie Principal bei der Strategie- und Kommunikationsberatung Deekeling Arndt Advisors. Seit 2009 ist sie als selbständige Strategie- und Kommunikationsberaterin tätig. Seit 2023 ist sie für die Agentur Rud Pedersen Public Affairs tätig.
Margareta Wolf hat einen Sohn.

## Partei
1980 wurde sie Mitglied bei den Grünen. 1984 war sie Mitglied im Bundesvorstand der Grünen. Von 1985 bis 1989 war sie dann Frauenreferentin der hessischen Grünen und von 1989 bis 1994 Landesgeschäftsführerin des Grünen-Landesverbandes Hessen. Am 14. Juli 2008 erklärte sie ihren Austritt. Als Grund galten Vorwürfe zu ihrer Tätigkeit für einen Kommunikationsberater, der unter anderem die Öffentlichkeitsarbeit der Kernenergie-Lobby betreute und in deren Auftrag eine Kampagne zur Laufzeitverlängerung deutscher Kernkraftwerke vorbereiten ließ. Im darauffolgenden Jahr trat sie der Partei wieder bei.

## Abgeordnete
Von Juli bis Oktober 1994 war Margareta Wolf als Nachrückerin für die in das Europaparlament gewählte Irene Soltwedel-Schäfer Mitglied des Hessischen Landtages. Vom erstmaligen Einzug einer gesamtdeutschen grünen Fraktion in den Deutschen Bundestag nach der Wahl vom 16. Oktober 1994 bis zur Niederlegung ihres Mandates am 4. Januar 2008 war Margareta Wolf Mitglied des Deutschen Bundestages. Dort war sie von 1994 bis 1998 stellvertretende parlamentarische Geschäftsführerin und wirtschaftspolitische Sprecherin der Bundestagsfraktion Bündnis 90/Die Grünen. Von 1998 bis 2001 gehörte sie als politische Koordinatorin des Arbeitskreises I Wirtschaft, Finanzen, Soziales, Arbeitsmarkt, Gesundheit dem Fraktionsvorstand an, von Oktober 2005 bis Dezember 2007 war sie Fraktionssprecherin für Außenwirtschaftspolitik und Leiterin der Arbeitsgemeinschaft Globalisierung, Global Governance und Welthandel.
Margareta Wolf ist stets über die Landesliste Hessen in den Deutschen Bundestag eingezogen.
Wolf gab ihr Bundestagsmandat mit Wirkung zum 4. Januar 2008 zurück. Grund war ihre Tätigkeit bei Deekeling Arndt Advisors. Für Wolf rückte Wolfgang Strengmann-Kuhn in den Bundestag nach.

## Öffentliche Ämter
Von Januar 2001 bis Oktober 2002 war sie parlamentarische Staatssekretärin beim Bundesminister für Wirtschaft und Technologie und zugleich Beauftragte der Bundesregierung für den Mittelstand.
Nach der Bundestagswahl 2002 wurde Margareta Wolf am 22. Oktober 2002 als parlamentarische Staatssekretärin beim Bundesminister für Umwelt, Naturschutz und Reaktorsicherheit in die von Bundeskanzler Gerhard Schröder geführte Bundesregierung berufen. Nach der Bundestagswahl 2005 schied sie am 22. November 2005 aus dem Amt.
Bis zum 30. Juni 2006 war sie Mitglied des Aufsichtsrats der Deutschen Bahn AG. Ihr Nachfolger in dieser Funktion wurde Georg Brunnhuber.

## Kabinette
- Kabinett Schröder I
- Kabinett Schröder II